# Sinularia abhishiktae
Sinularia abhishiktae is een zachte koraalsoort uit de familie Alcyoniidae. De koraalsoort komt uit het geslacht Sinularia. Sinularia abhishiktae werd in 1991 voor het eerst wetenschappelijk beschreven door van Ofwegen & Vennam. 